# 弗蘭科利河

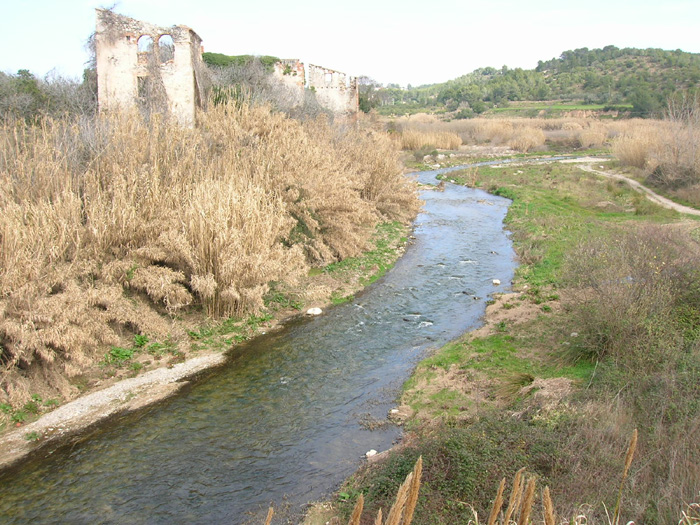
弗蘭科利河拉馬索鎮段

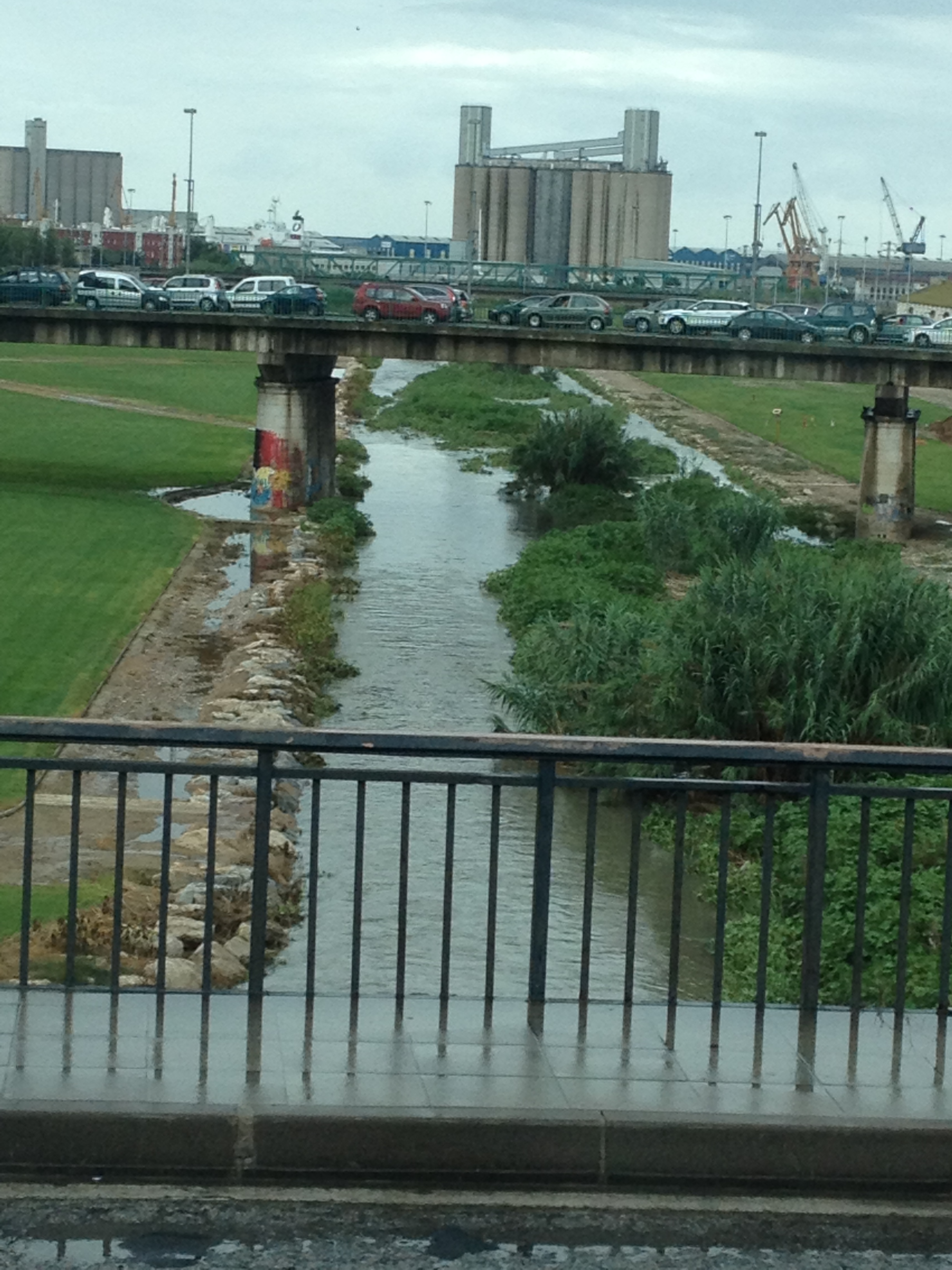
弗蘭科利河塔拉戈納市段

弗蘭科利河（西班牙語：Río Francolí）是西班牙的河流，位於加泰羅尼亞，最終在塔拉戈納附近注入地中海，河道全長60公里，流域面積838平方公里，平均流量每秒1.18立方米。
41°23′33.28″N 1°8′2.8″E / 41.3925778°N 1.134111°E